# Katedrála v Segovii
Katedrála Nanebevzetí Panny Marie a svatého Fructuse (španělsky Catedral de Nuestra Señora de la Asunción y San Frutos) je římskokatolická katedrála nacházející se ve španělském městě Segovia. Je sídlem diecéze Segovia. Byla postavena v okázalém stylu a byla vysvěcena v roce 1768, čímž se stala jednou z nejmladších gotických katedrál v Evropě. Bývá též nazývána poslední velkou evropskou gotickou katedrálou.

## Dějiny

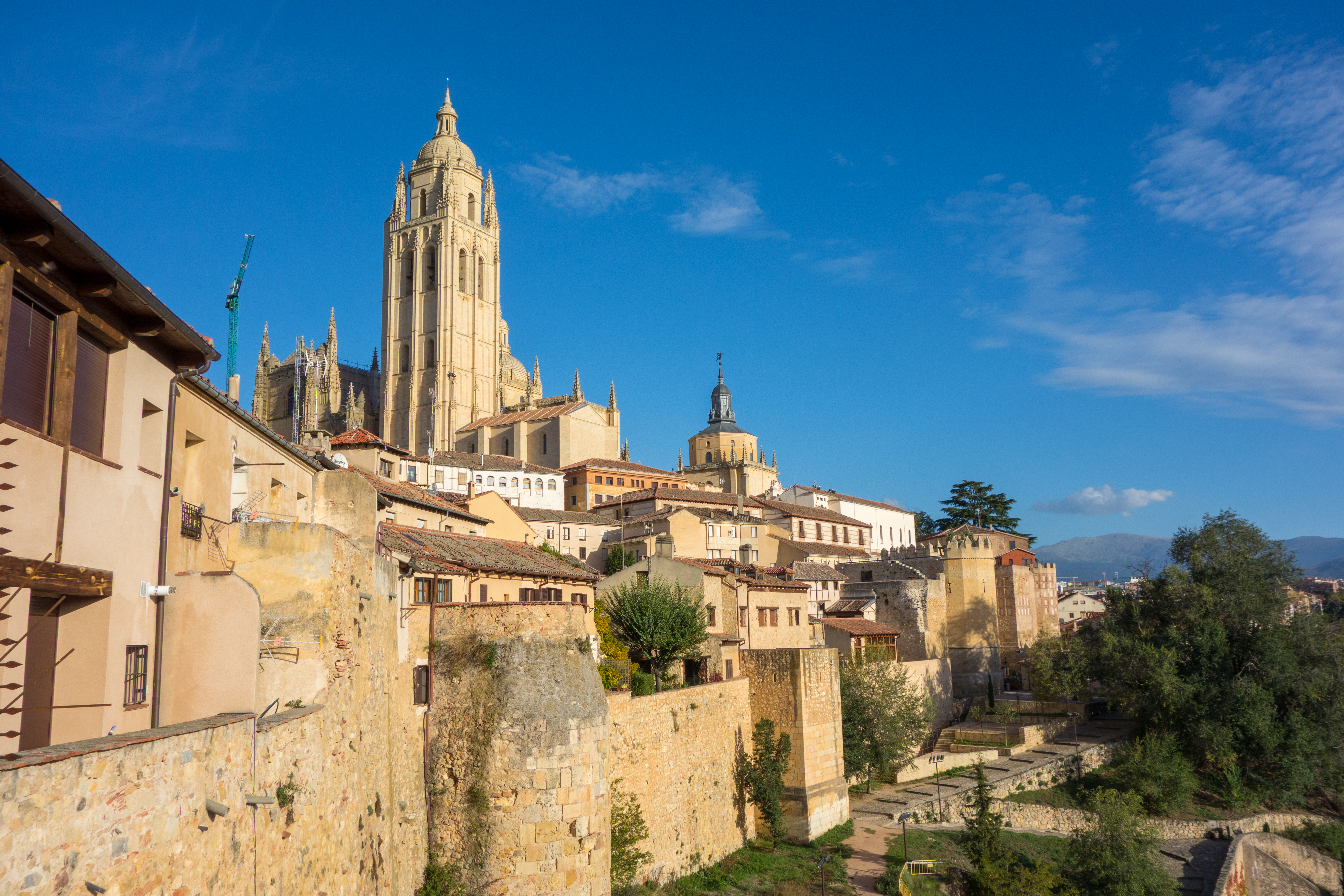
Věž

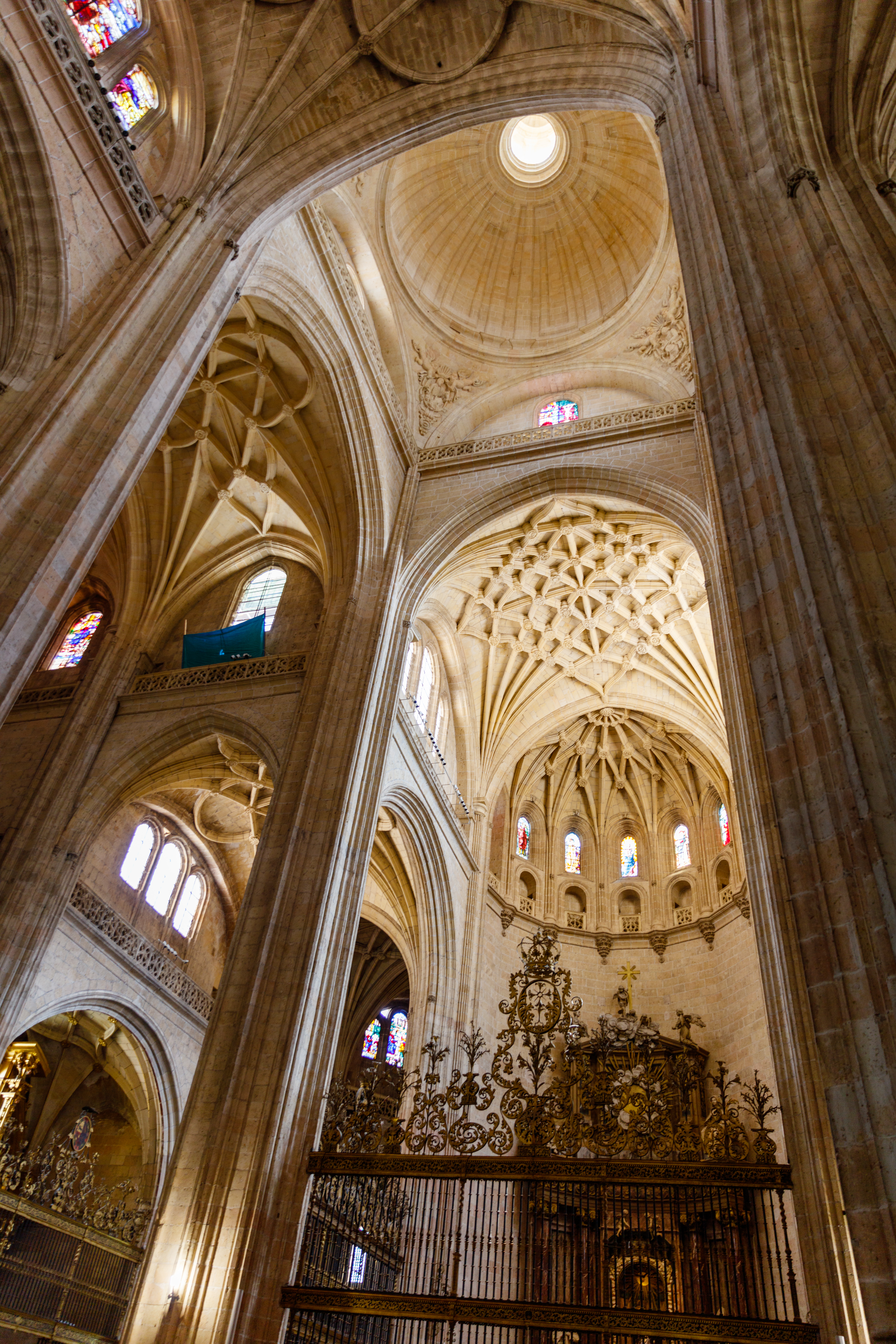
Interiér

Původní katedrála stála v sousedství pevnosti Alcázar a byla zničena během povstání komunérů, když si povstalci v katedrále vytvořili základnu pro útok na Alcázar. Karel V. poté nařídil postavit katedrálu novou, ale požadoval, aby byla postavena na zcela jiném místě, aby se zabránilo podobnému výsledku v případě dalšího obléhání Alcázaru. Nová katedrála měla být postavena na místě kláštera sv. Kláry a části židovské čtvrti. Majestátnost stavby je podtržena tím, že pro ni bylo vybráno nejvýše položené místo ve městě. Architektem se stal Juan Gil de Hontañón, který čelil těžkému úkolu, neboť v jeho době se již v gotickém slohu nestavělo, ale obyvatelé města na tomto slohu trvali.
Základní kámen byl položen 8. června 1525. Aby se snížily náklady, byly při stavbě použity některé zbytky předchozí katedrály, například křížová chodba. Katedrála měla tři stavební etapy: 1525 až 1557, 1578 až 1607 a 1607 až 1685. Kvůli své zvláštní konstrukci bylo kněžiště dokončeno až v posledním roce stavby. Věž byla původně z amerického mahagonového dřeva, ale po jejím zásahu bleskem byla v roce 1614 nahrazena dnešní věží kamennou. Dosahuje výšky 88 metrů, v době dostavby byla nejvyšší věží ve Španělsku. Klenby chrámu mají výšku 33 metrů. Katedrála byla vysvěcena 16. července 1789 biskupem José Martínezem Escalzem.
V katedrále se nachází muzeum a archiv, který schraňuje 500 inkunábulí.